# Coppa del Re 1994 (pallacanestro maschile)
La Coppa del Re 1994 è stata la 58ª Coppa del Re di pallacanestro maschile.

## Primo turno
| Squadra 1  | Totale    | Squadra 2    | Andata  | Ritorno |
| ---------- | --------- | ------------ | ------- | ------- |
| Girona     | 151 - 147 | Peñas Huesca | 81 - 82 | 70 - 65 |
| Cáceres    | 159 - 170 | Breogán      | 69 - 72 | 90 - 98 |
| Manresa    | 158 - 132 | Murcia       | 86 - 64 | 72 - 68 |
| Valencia   | 151 - 158 | OAR Ferrol   | 76 - 78 | 75 - 80 |
| Valladolid | 156 - 150 | Andorra      | 84 - 84 | 72 - 66 |

## Secondo turno
| Squadra 1  | Totale    | Squadra 2  | Andata  | Ritorno |
| ---------- | --------- | ---------- | ------- | ------- |
| Girona     | 123 - 127 | Breogán    | 50 - 57 | 73 - 70 |
| Málaga     | 143 - 138 | Manresa    | 69 - 67 | 74 - 71 |
| OAR Ferrol | 170 - 156 | Valladolid | 86 - 69 | 84 - 88 |

## Terzo turno
| Squadra 1      | Totale    | Squadra 2      | Andata   | Ritorno |
| -------------- | --------- | -------------- | -------- | ------- |
| Breogán        | 158 - 169 | Ourense        | 70 - 75  | 68 - 64 |
| Málaga         | 177 - 176 | C.B. Saragozza | 103 - 84 | 74 - 92 |
| Saski Baskonia | 174 - 169 | León           | 79 - 73  | 95 - 96 |
| OAR Ferrol     | 131 - 128 | Siviglia       | 66 - 64  | 64 - 64 |

## Tabellone
|  | Quarti di finale  | Quarti di finale |                |             | Semifinali                | Semifinali                |  |  | Finale | Finale |
|  |                   |                  |                |             |                           |                           |  |  |        |        |
|  | 3 marzo           |                  |                |             |                           |                           |  |  |        |        |
|  |                   |                  |                |             |                           |                           |  |  |        |        |
|  | Real Madrid       | 78               |                |             |                           |                           |  |  |        |        |
|  | Real Madrid       | 78               | 5 marzo        |             |                           |                           |  |  |        |        |
|  | Ourense           | 67               |                |             |                           |                           |  |  |        |        |
|  | Ourense           | 67               | Real Madrid    | 75          |                           |                           |  |  |        |        |
|  | 3 marzo           |                  | Real Madrid    | 75          |                           |                           |  |  |        |        |
|  |                   | Barcellona       | 81             |             |                           |                           |  |  |        |        |
|  | Barcellona        | Barcellona       | 81             | 74          |                           |                           |  |  |        |        |
|  | Barcellona        |                  | 5 marzo        | 74          |                           |                           |  |  |        |        |
|  | Málaga            | 71               |                |             |                           |                           |  |  |        |        |
|  | Málaga            | 71               | Barcellona     | 86          |                           |                           |  |  |        |        |
|  | 3 marzo           |                  | Barcellona     | 86          |                           |                           |  |  |        |        |
|  |                   | Saski Baskonia   | 75             |             |                           |                           |  |  |        |        |
|  | Joventut Badalona | Saski Baskonia   | 75             | 71          |                           |                           |  |  |        |        |
|  | Joventut Badalona | 5 marzo          |                | 71          |                           |                           |  |  |        |        |
|  | Saski Baskonia    | 79               |                |             |                           |                           |  |  |        |        |
|  | Saski Baskonia    | 79               | Saski Baskonia | 97          | Finale per il terzo posto | Finale per il terzo posto |  |  |        |        |
|  | 3 marzo           |                  | Saski Baskonia | 97          | Finale per il terzo posto | Finale per il terzo posto |  |  |        |        |
|  |                   | Estudiantes      | 93             |             |                           |                           |  |  |        |        |
|  | Estudiantes       | Estudiantes      | 93             | 86          | Real Madrid               | 89                        |  |  |        |        |
|  | Estudiantes       |                  |                | 86          | Real Madrid               | 89                        |  |  |        |        |
|  | OAR Ferrol        | 70               |                | Estudiantes | 79                        |                           |  |  |        |        |
|  | OAR Ferrol        | 70               |                |             | 79                        |                           |  |  |        |        |
|  |                   |                  |                |             |                           |                           |  |  |        |        |
|  |                   |                  |                |             |                           |                           |  |  |        |        |

## Finale
| Arbitri: | Álvaro Herrera Miguel Ángel Betancor |

|                     |            |              |
| Andreu 20           | Punti      | 25 Perasović |
| Roberts 4           | Assist     | 9 Laso       |
| Andreu, Jiménez 8   | Rimbalzi   | 13 Abad      |
| Aíto García Reneses | Allenatori | Manel Comas  |